# ارين جي. فيليبس
ارين جي. فيليبس (بالإنجليزية: Warren G. Phillips)‏ هو مدرس أمريكي، ولد في 1954 في ويماوث في الولايات المتحدة.